# Verbond van look-zonder-look
Het verbond van look-zonder-look (Galio-Alliarion) is een verbond uit de orde van nitrofiele zomen (Glechometalia).

## Naamgeving en codering
- Natura2000-habitattypecode (EU-code): H6430C
- Syntaxoncode voor Nederland (rVvN): r34Aa
- BWK-karteringscode: hr

De wetenschappelijke naam Galio-Alliarion is afgeleid van de botanische namen van twee belangrijke soorten van het verbond; dit zijn kleefkruid (Galium aparine) en look-zonder-look (Alliaria petiolata).

## Fysiognomie
Qua fysiognomie is het verbond van look-zonder-look vrij duidelijk gekarakteriseerd. Opvallend vaak zijn het witbloeiende ruigtekruiden die het vegetatieaspect bepalen. Daarnaast weten roze- en geelbloeiende kruiden de vegetatie vaak een kleurrijk aspect te geven. In hun fenologisch optimum hebben de gemeenschappen vaak een weelderig uiterlijk.
De kenmerkende formatie waarin de vegetatie van het verbond zich manifesteert is een zoomvormende ruigte. De vegetatie is gesloten.

## Associaties in Nederland en Vlaanderen
Het verbond van look-zonder-look is in Nederland en Vlaanderen goed vertegenwoordigd met een zestal associaties. 
- - associatie van fijne kervel en winterpostelein (Claytonio-Anthriscetum caucalidis)
  - heggendoornzaad-associatie (Torilidetum japonicae)
  - kruisbladwalstro-associatie (Urtico-Cruciatetum)
  - associatie van look-zonder-look en dolle kervel (Alliario-Chaerophylletum)
  - zevenblad-associatie (Urtico-Aegopodietum)
  - kruidvlier-associatie (Heracleo-Sambucetum ebuli)

Sommige vegetatiekundigen maken binnen het verbond van look-zonder-look nog onderscheid in onderverbonden, waarvan met uitzondering van de associatie van fijne kervel en winterpostelein alle bovenstaande associaties tot het onderverbond Aegopodio-Alliarienion behoren. Uit het andere onderverbond, het Cynoglosso-Anthriscetum, is de associatie van fijne kervel en winterpostelein alhier de enige vertegenwoordiger.

## Fauna
In het bijzonder voor vlinders vormen de meeste gemeenschappen van het verbond van look-zonder-look een belangrijke plek om zich voort te planten. Veel diagnostische soorten vormen belangrijke drachtplanten en/of waardplanten voor algemene vlindersoorten. Look-zonder-look is bijvoorbeeld een belangrijke drachtplant en waardplant voor het oranjetipje.

## Mycoflora
De vegetatie van het verbond van look-zonder-look herbergt tamelijk specifieke paddenstoelen. Over het algemeen geldt dat hoe groter de oppervlakte van de vegetatie is, des te beter de bijbehorende mycoflora zich kan ontwikkelen. In de lente kan voorjaarspronkridder een karakteristieke en opvallende verschijning zijn, die soms ook heksenkringen in het verbond van look-zonder-look vormt. In de nazomer en herfst worden knolparasolzwam, bruine bundelridderzwam, vaalroze parasolzwam, plooivoetstuifzwam, reuzenbovist en verscheidene champignonsoorten vaak aangetroffen. Verder zijn toverchampignon en plakkaattolzwam in hoge mate karakteristiek.

## Fotogalerij

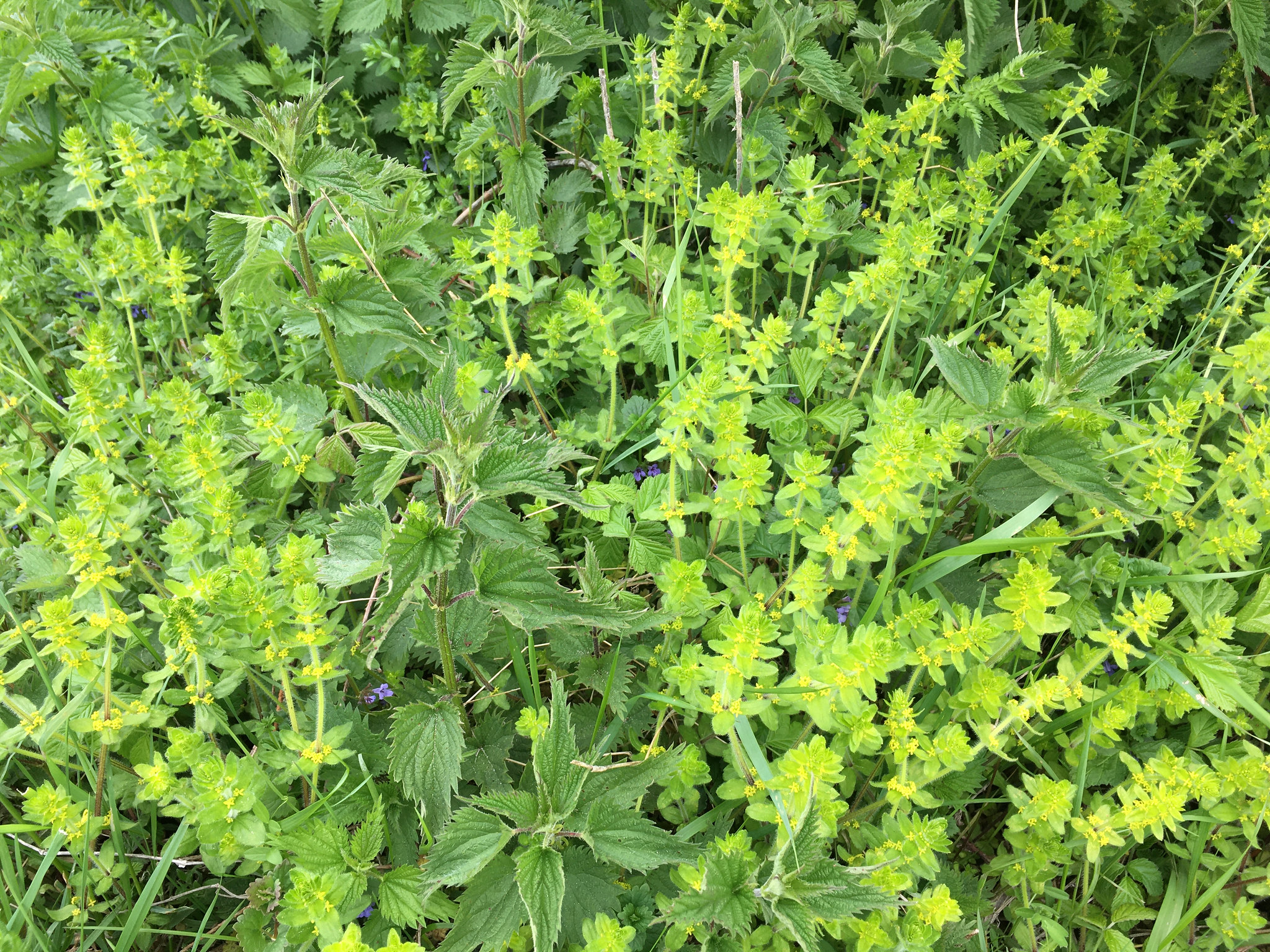
Kruisbladwalstro-associatie
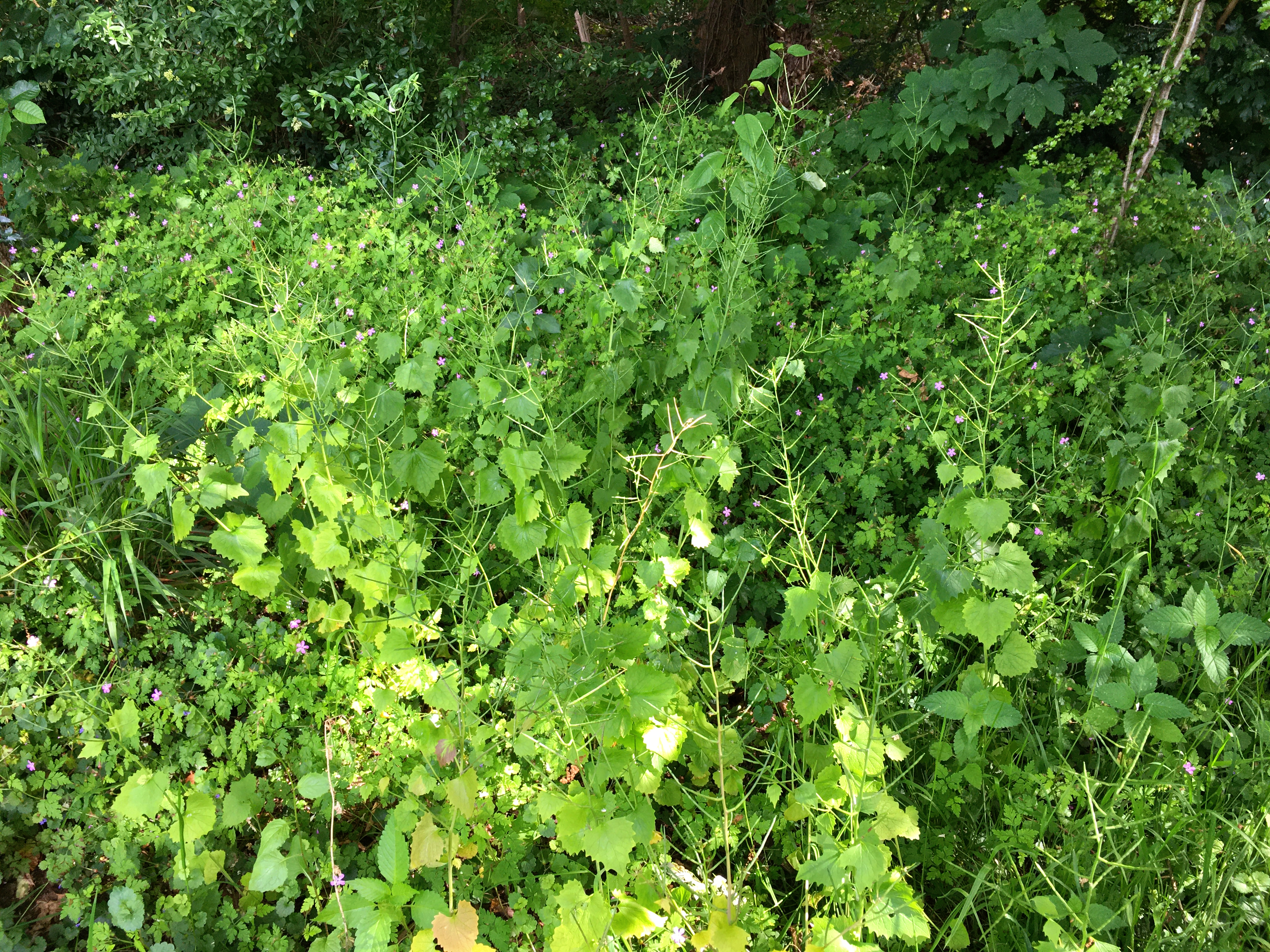
Associatie van look-zonder-look en dolle kervel
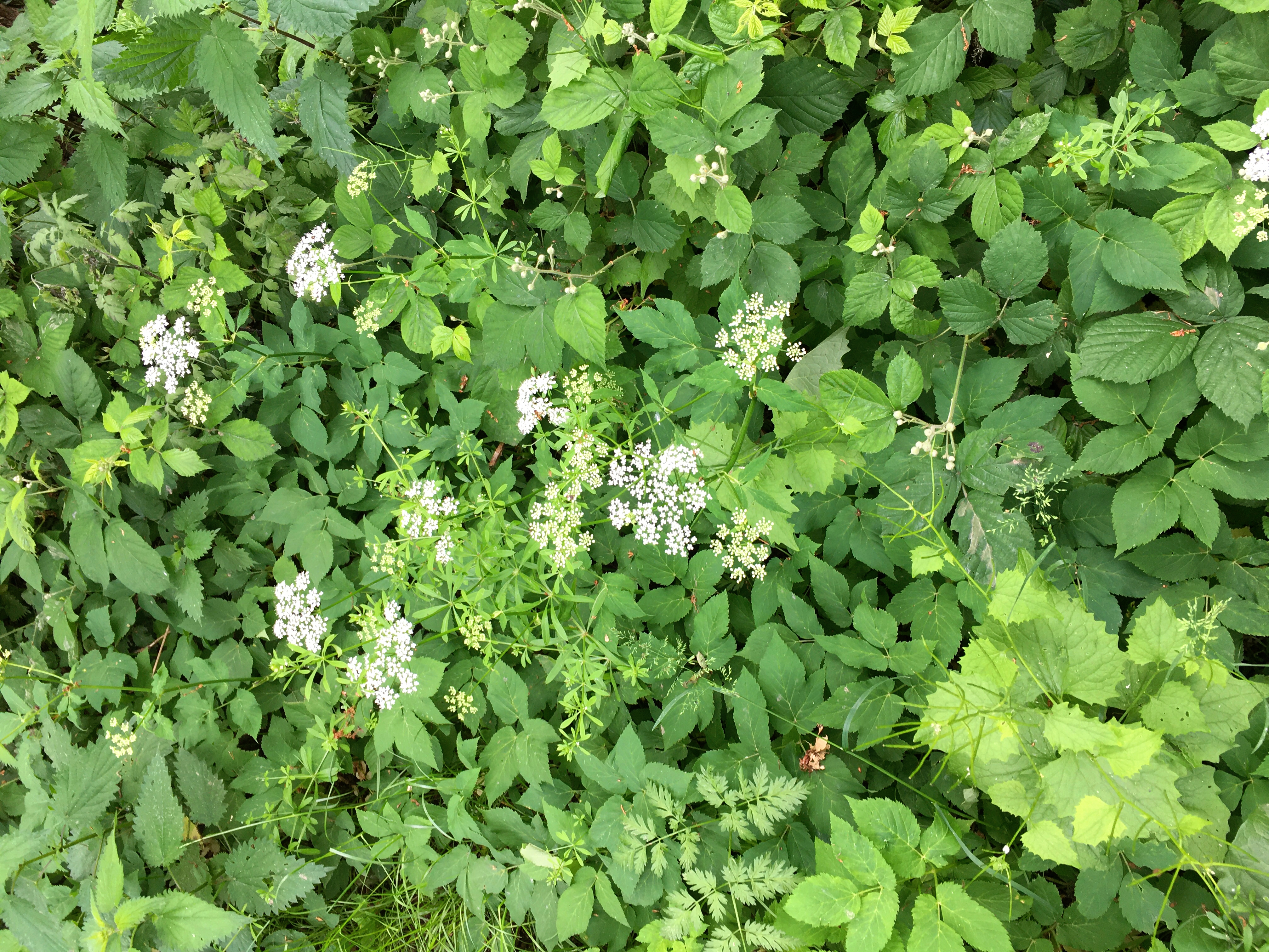
Zevenblad-associatie
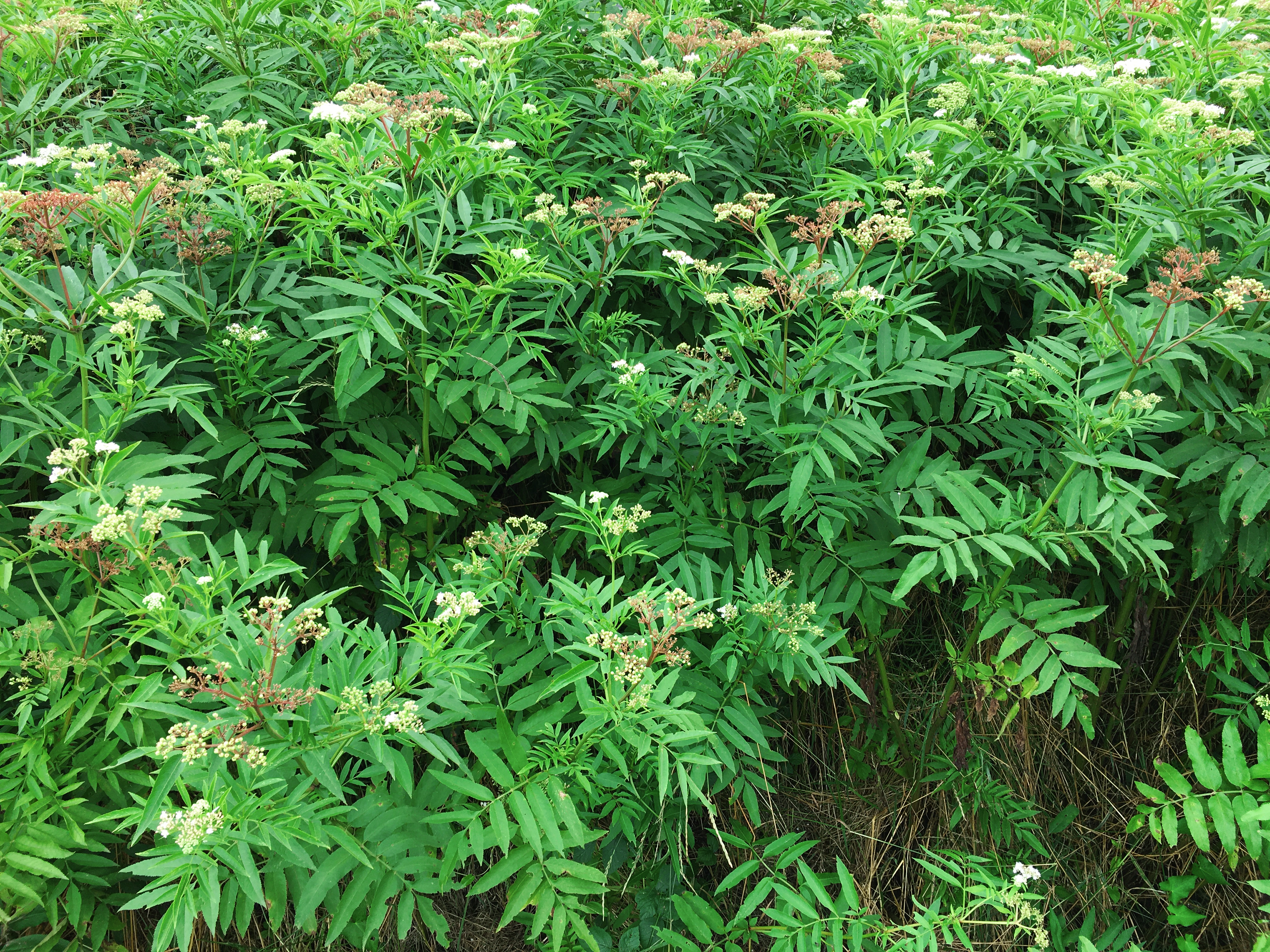
Kruidvlier-associatie
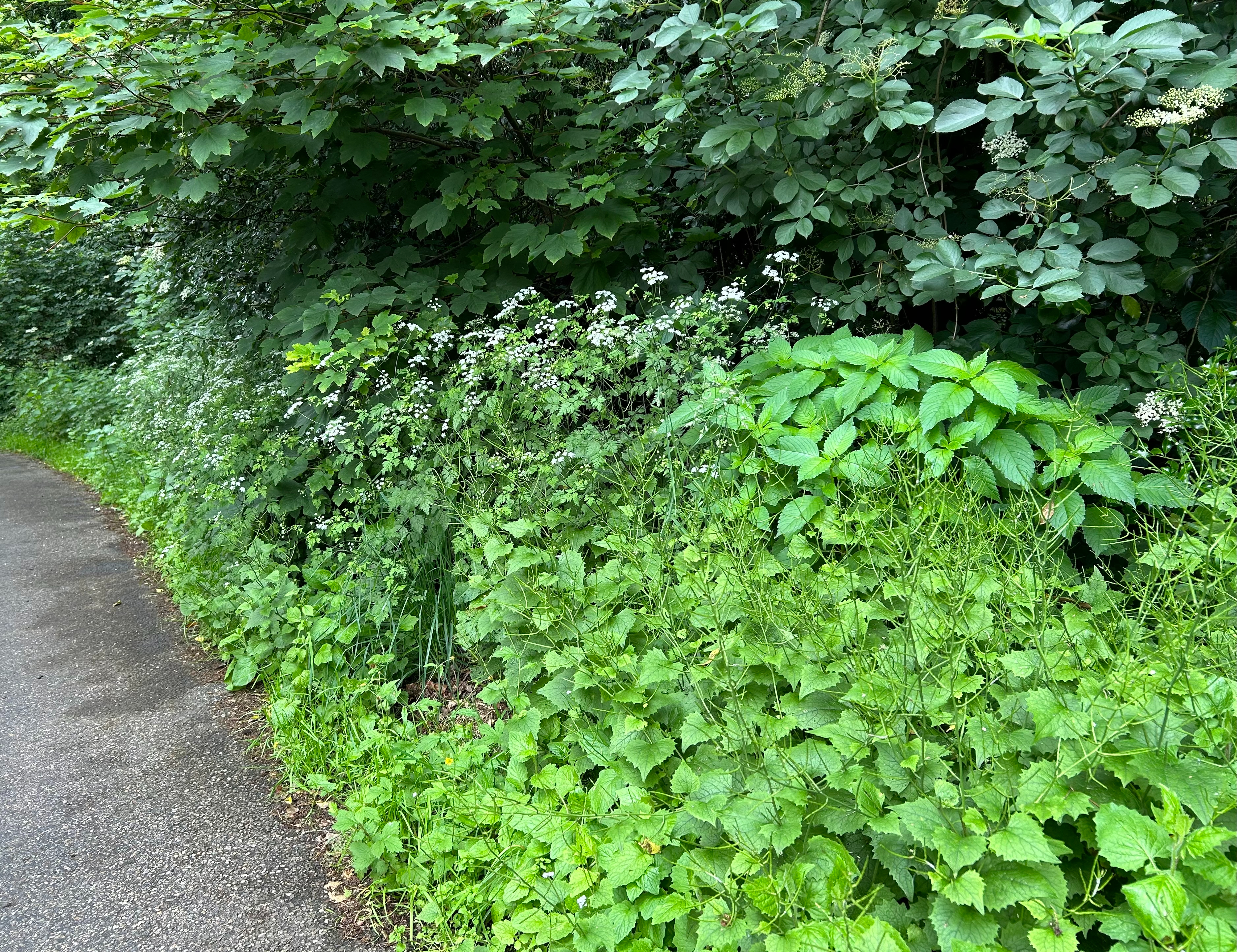
Laat voorjaarsaspect van de associatie van look-zonder-look en dolle kervel